# Північно-центральна частина штату Піауї (мезорегіон)
Північно-центральна частина штату Піауї (порт. Mesorregião do Centro-Norte Piauiense) — адміністративно-статистичний мезорегіон в Бразилії, входить в штат Піауї. Населення становить 1428 тисяч чоловік (на 2006 рік). Площа — 55 273,714 км². Густота населення — 25,8 чол./км².

## Склад мезорегіону
В мезорегіон входять наступні мікрорегіони:
1. Кампу-Майор
2. Терезіна
3. Валенса-ду-Піауї
4. Медіу-Парнаїба-Піауіенсі

| Бразилія | Це незавершена стаття з географії Бразилії. Ви можете допомогти проєкту, виправивши або дописавши її. |